# マルマンコンピュータサービス
マルマンコンピュータサービス株式会社は、青森県弘前市に本社を置き、主にコンピュータ販売やソフトウェア開発を行っている日本の企業である。

## 沿革
- 1978年2月1日　創業
- 1982年9月25日　青森県弘前市富田にマルマンコンピュータサービス株式会社設立
- 1986年11月1日　東京事務所開設
- 1987年6月15日　青森県弘前市堅田字宮川に本社移転
- 1989年9月19日　IBM販売店契約締結
- 1991年1月15日　青森県弘前市宮川に地番変更
- 1998年8月20日　通産省特別認可法人・情報処理振興事業協会開発契約
- 2000年11月17日　ISO9001認証取得
- 2001年11月22日　日本電気株式会社資材基本契約締結
- 2003年11月17日　ISO 9001：2000認証取得
- 2009年12月　JISQ27001：2006（ISO/IEC27001：2005）認証取得

## 受賞歴
- 2016年12月 - 第50回グッドカンパニー大賞　特別賞受賞
- 2018年9月 - 21あおもりアワード2018受賞
- 2019年3月 - 第1回日本オープンイノベーション大賞 内閣総理大臣賞

## 取扱商品
- コンピュータ
- ソフトウェア
- ナース物語シリーズ
- 看護必要度システム
- 勤務表作成支援システム
- 医療安全支援システム
- 看護業務支援システム